# Piața Traian din Timișoara

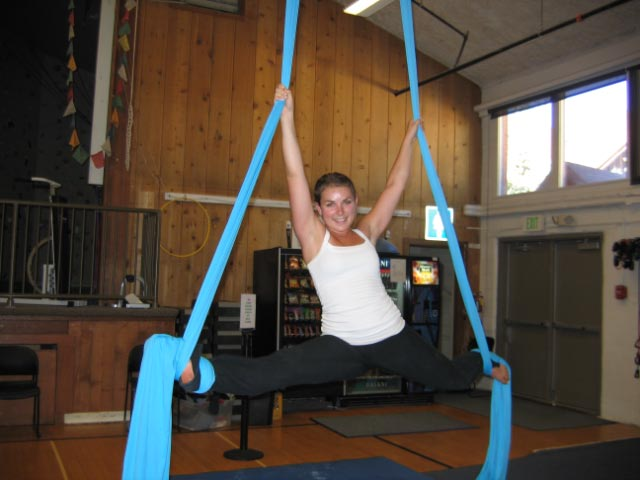
Imagine de epocă cu biserica Sf. Gheorghe și Palatul Comunității Sârbe

Piața Traian se află în centrul cartierului istoric Fabric din Timișoara. În trecut s-a numit Hauptplatz, apoi Kossuth tér. Se află la intersecția străzilor: Piața Traian, Strada Dacilor, Zăvoi, Costache Negruzzi, Ion Mihalache, Piața Romanilor.

## Descriere
A fost proiectată de inginerii militari italo-francezi în 1740, în centrul Fabricului Vechi și este o replica mai mică a Pieței Unirii. Ea găzduia piața zilnică și târgurile săptămânale. Piața face parte din situl urban „Fabric” (I), monument istoric cod LMI TM-II-s-B-06096, fiind înconjurată de clădiri construite la sfârșitul secolului al XIX-lea și începutul secolului al XX-lea. 
Piața a fost și este folosită de edili și cetățeni, ca spațiu civic pentru aniversări omagiale ca Ziua cartierului Fabric, Ziua Europei, Ziua Națională a României. Se organizează concerte de muzică populară, ușoară, cultă și de promenadă, astfel realizându-se un dialog multicultural, multietnic specific orașului. 
Ca obiective turistice se menționează:
- Sfânta Cruce
- Clopotul Durerii este un obiect în formă de pară, deschis în partea de jos, iar în interior este prevăzut cu o tijă mobilă care la capăt are o bilă care atunci când se lovește de pereții clopotului produce sunete metalice caracteristice, cu scop de a anunța o sărbătoare sau evenimente naționale.
- Biserica Sfantul Gheorghe a fost construită între anii 1745-1755 în stil baroc, cu elemente romantice. Biserica a fost pictată de pictorul Ștefan Tenețchi din Arad.
- Palatul Comunității Sârbe este format din 3 etaje, construit în anul 1895 de Joseph Kremmer, în stil ecletic. Fațada prezintă două turnuri plasate simetric.
- Palatul Mercur a fost construit la începutul secolului al XX-lea în stil secession. Pe acoperiș se regăsește statuia Zeului Mercur, zeul comerțului.

## Stare actuală
După 1989 zona pieței a fost loc de refugiu pentru diverse persoane fără adăpost, astfel că starea sa a devenit deplorabilă, fapt reflectat în presă, care o caracterizează ca fiind „Piața Plângerii”.

## Imagini
- Panoramare

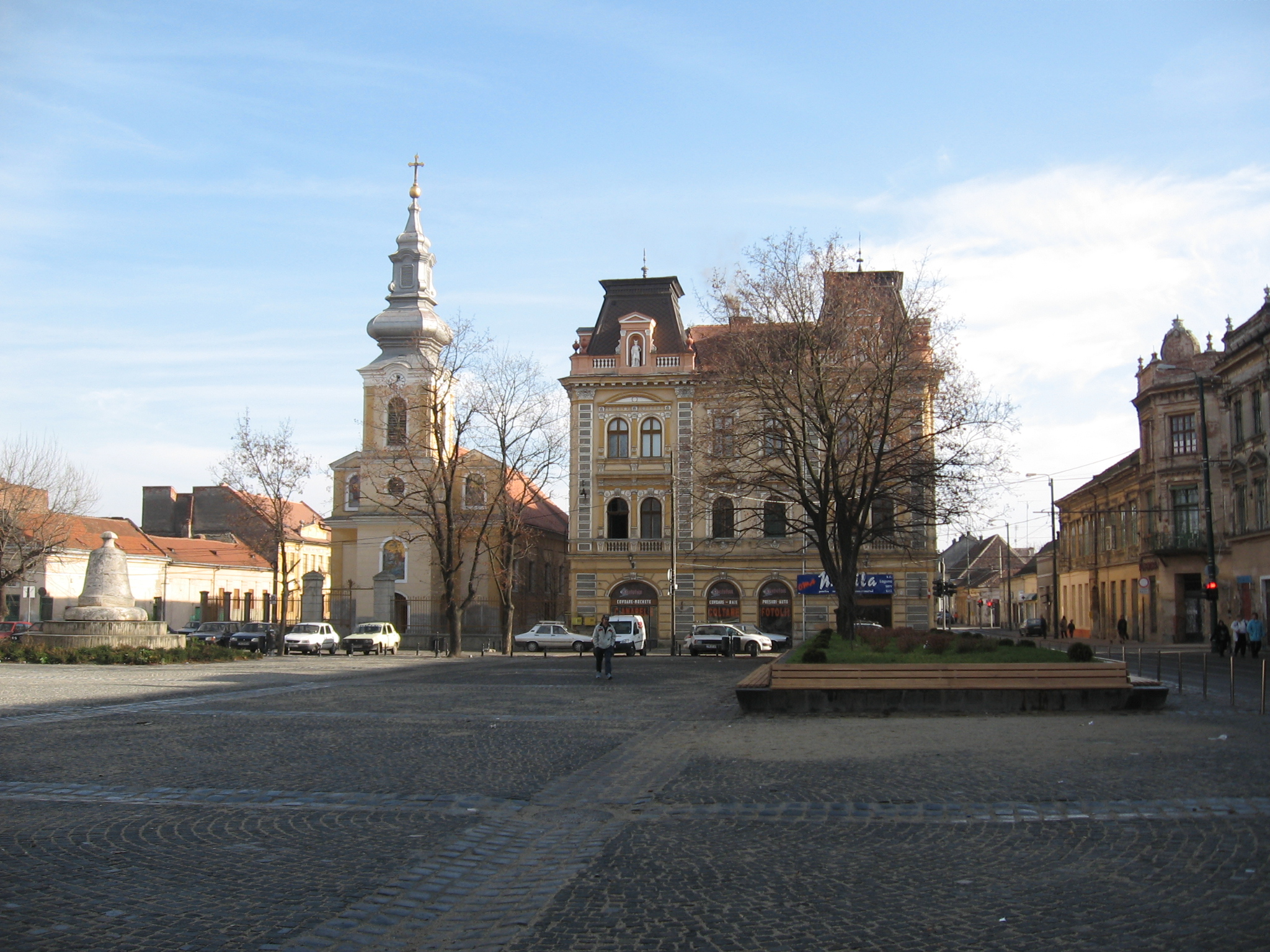
Latura de est
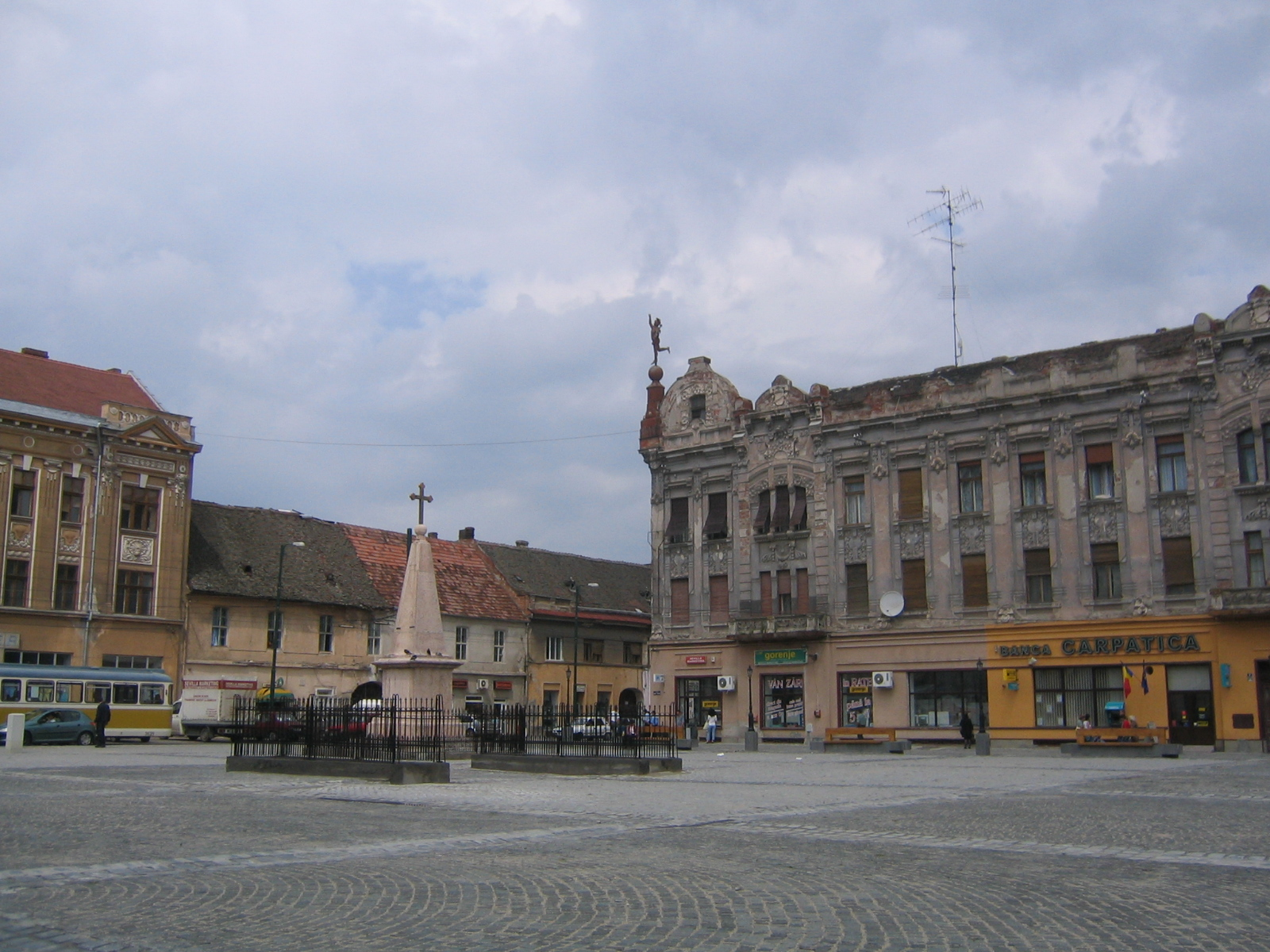
Colțul de nord-vest
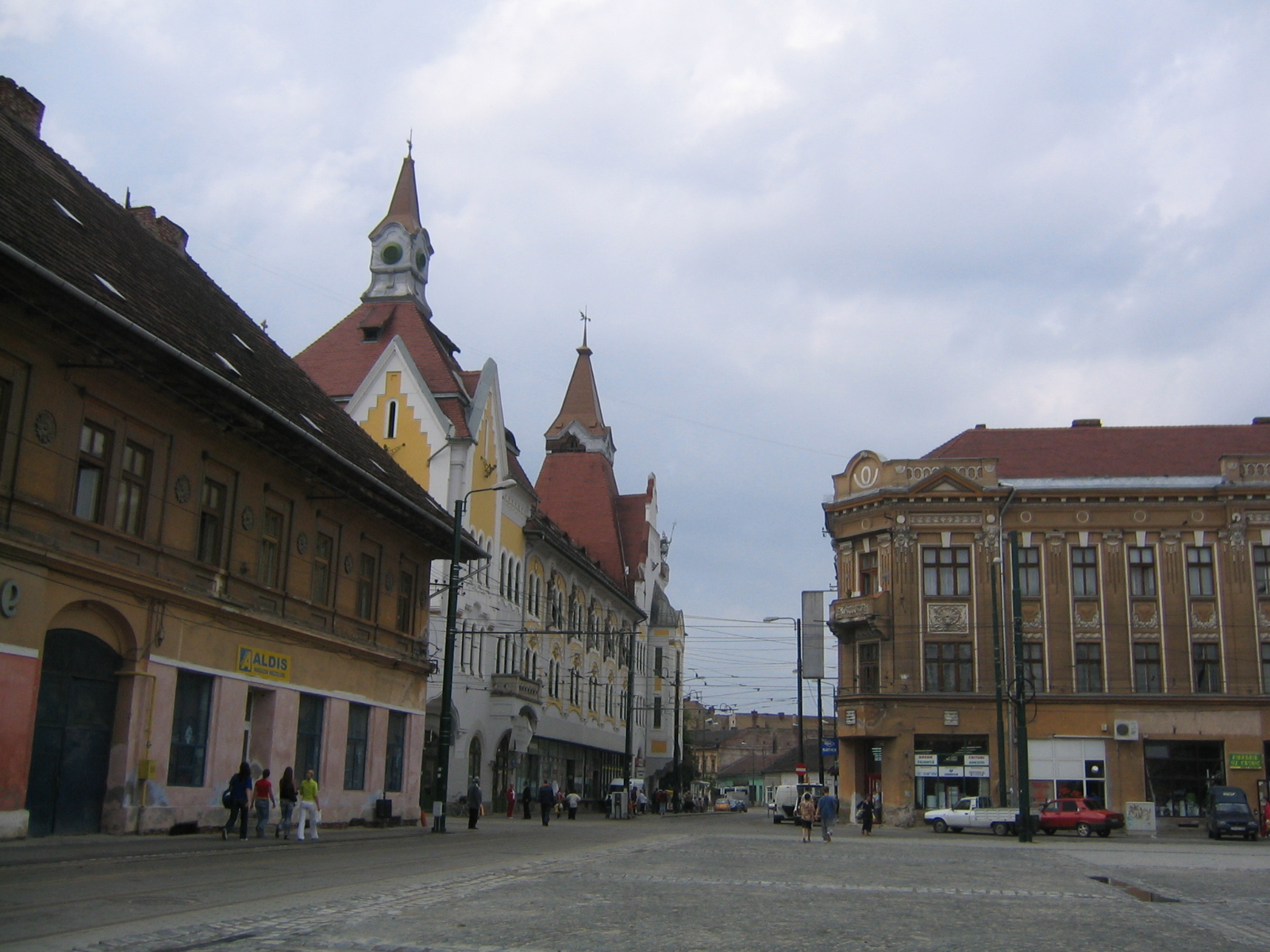
Colțul de sud-vest
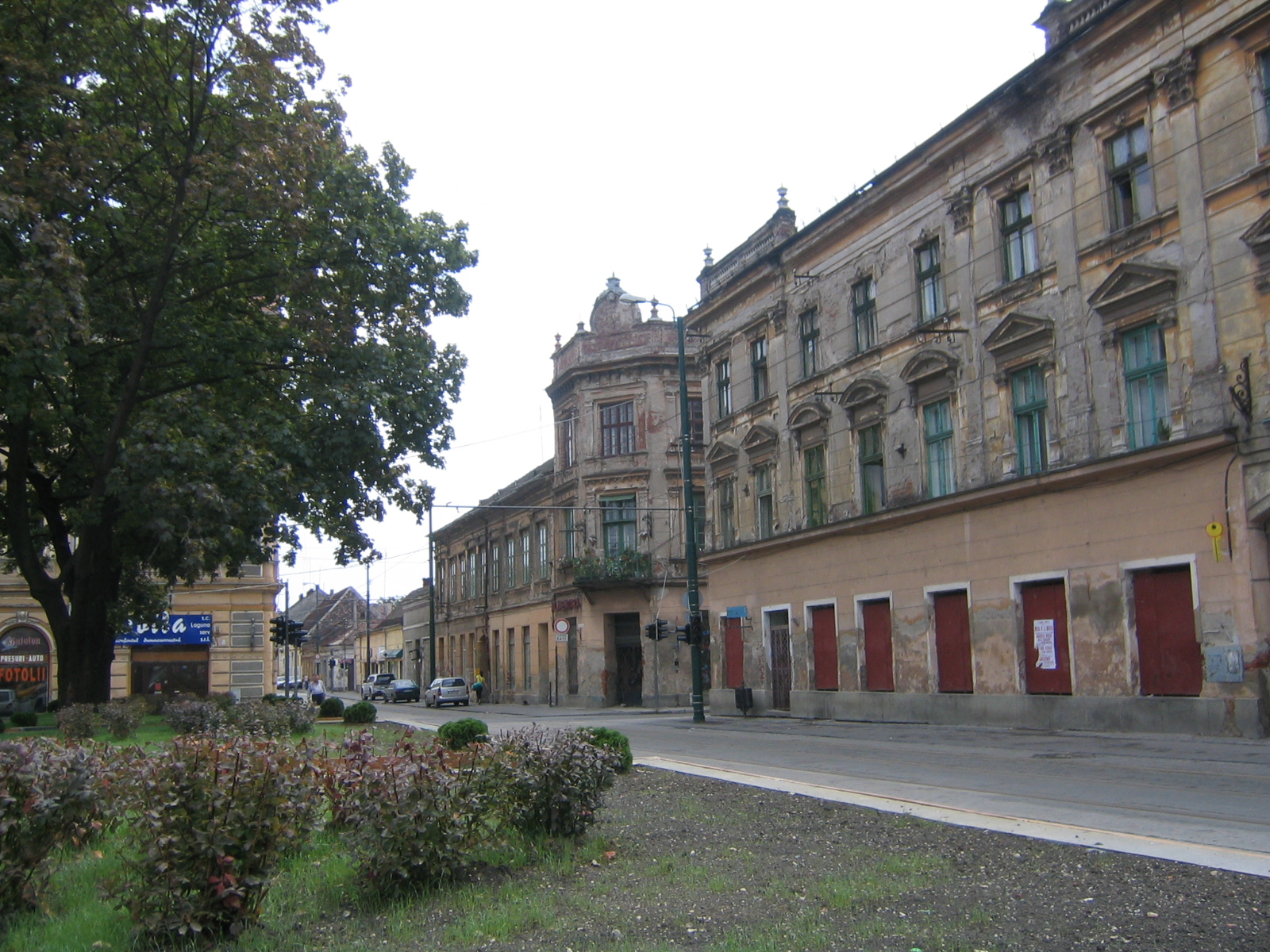
Colțul de sud-est